# Coralliope armstrongi
Coralliope armstrongi is een krabbensoort uit de familie van de Xanthidae. De wetenschappelijke naam van de soort is voor het eerst geldig gepubliceerd in 1948 door Garth.